# 2009年魯達希隆斯卡煤礦爆炸事故
2009年魯達希隆斯卡煤礦爆炸事故於2009年9月18日發生於波蘭南部的魯達希隆斯卡(Ruda Śląska)。事故造成20人死亡。

## 事故經過
2009年9月18日，波蘭魯達希隆斯卡的一處煤礦發生爆炸。爆炸發生在地下約1050公尺處，當時附近有38名工人。事故造成20人死亡，其中12人死於礦中，8人死於醫院。傷者中有數人受到嚴重燒傷。有直昇機將救出的燒傷傷者送至附近的醫院治療。事故可能是由甲烷爆炸引起。